# AEGON Trophy 2012
Die AEGON Trophy 2012 war ein Tennisturnier der ATP Challenger Tour 2012 für Herren und ein Tennisturnier des ITF Women’s Circuit 2012 für Damen in Nottingham. Sie fanden zeitgleich vom 5. bis 10. Juni 2012 statt.